# 埃雷拉 (拉喬雷拉區)
埃雷拉（西班牙語：Herrera），是巴拿馬的城鎮，位於該國中東部，由西巴拿馬省的拉喬雷拉區負責管轄，面積85.9平方公里，2010年人口2,552，人口密度每平方公里29.7人。